# Teppo Salo
Teppo Salo (* 23. August 1997) ist ein finnischer Unihockeyspieler, der beim Nationalliga-B-Verein UHC Kloten-Dietlikon Jets unter Vertrag steht.